# 分離壁

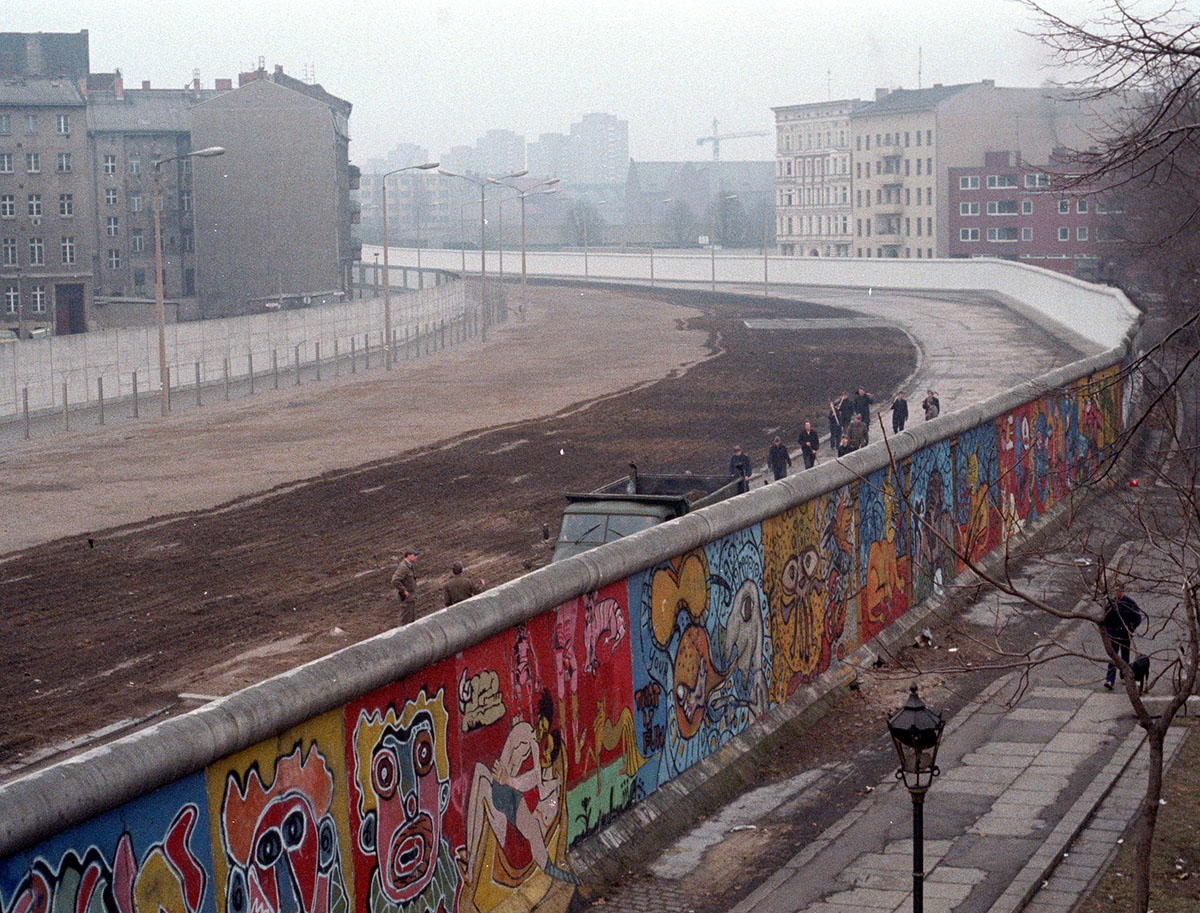
ベルリンの壁。1961年から1989年まで、ベルリンの街を東西に隔てていたが、1990年から1992年にかけて解体された。

分離壁（ぶんりへき）は、国境線の管理や、特定の人々・文化の隔離を目的に建設された、人間の通行を妨げるバリケード、壁、塀などを指す。
『ガーディアン』紙のデイヴィッド・ヘンリーによれば、分離壁の建設は世界の至る所でところで記録的な速さで進んでおり、もはや独裁政権やパーリア国家の専売特許でもなくなってきている。2014年、『ワシントン・ポスト』紙は14の著名な分離壁を紹介したうえで、国境や地域境界を隔てている分離壁は全世界で45カ所存在するとしている。
現存する分離壁の例としては、ベルファストの平和の壁、ホムスの分離壁、ヨルダン川西岸地区の分離壁、サンパウロの分離壁、南北キプロスのグリーンライン、ギリシャ・トルコ国境、メキシコ・アメリカ国境などが挙げられる。またJulia Sonnevendは、2016年の著書Stories Without Borders: The Berlin Wall and the Making of a Global Iconic Eventの中で、シャルム・エル・シェイクの壁（エジプト）、リンバン国境（ブルネイ）、カザフスタン・ウズベキスタン国境壁、インド・バングラデシュ国境フェンス、アメリカ・メキシコ国境分離壁、サウジアラビア・イラク国境フェンス、ハンガリー・セルビア国境フェンスを挙げている。
また過去に存在したが現存しない分離壁としては、ベルリンの壁、マジノ線、エルサレム地区壁が有名である。

## 分離壁の増加傾向
デイヴィッド・ヘンリーは『ガーディアン』紙上で、分離壁が世界中で記録的な速度で増加しており、もはや独裁国家やパーリア国家の専売特許ではなくなっていると指摘している。2011年に世界の著名な分離壁を紹介した『ワシントン・ポスト』紙は2014年にも14か所の分離壁を取り上げ、現在世界にある国境分離やテロリズム防止のための分離壁は45カ所存在するとした。
アメリカ同時多発テロ事件（2001年）からイラク戦争、シリア内戦などを経てアフガニスタンにおける2021年ターリバーン攻勢に至る20年間の動乱で中東ではテロリストや難民が激増。その自国流入を防ぐため、統治が比較的安定している各国は国境で相次ぎ壁を建設し、日本の『読売新聞』によると11カ国17カ所に及ぶ。トルコはイランとシリアそれぞれの国境に壁を着工・計画しているほか、内戦が続くリビアに対しては東隣りのエジプトと西隣のアルジェリア、チュニジアが壁を建設し、アルジェリアとチュニジアおよび西隣のモロッコ国境にも壁がある。

## 著名な分離壁

### 中央ヨーロッパ
チェコやルーマニア、スロバキアの都市には、古くからロマとそれ以外の人々を分けるためのロマの壁がみられる。

### ポーランド
2021年、ポーランド議会はアジアからの難民流入増加への懸念から、ベラルーシ国境に100km以上の壁を設置する法案を可決した。また、2022年にはロシアの飛び地であるカリーニングラード州から同様の流入が起こる可能性があるとして、新たにフェンスを構築することを発表している。

### キプロス

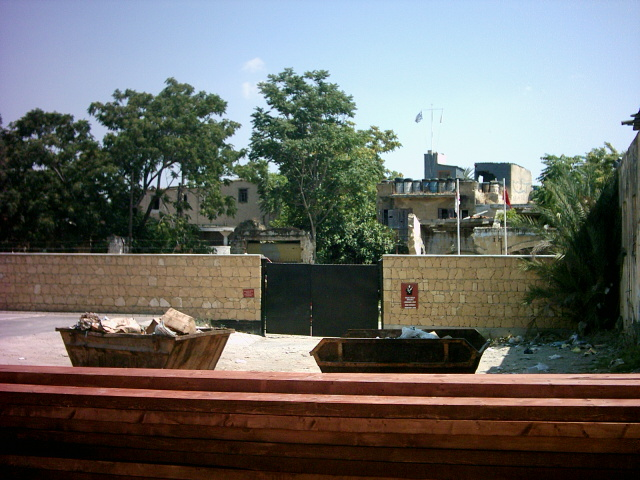
グリーンライン

1974年にキプロスに侵攻したトルコは、キプロス島を南北に分割する300キロメートル (190 mi)もの分離壁を建設し、現在に至るまで維持している。このグリーンラインは国連の定める緩衝地帯となっており、経済学者Rongxing Guoはこれを分離壁であると指摘している。

### エジプト

#### エジプト・ガザ分離壁
エジプト・ガザ国境の壁は、たびたびメディア上で分離障壁 (separation barrier) あるいは分離壁 (separating wall) として取り上げられる。2009年12月、エジプト政府はガザ地区との国境に鉄製の壁を築き始めた。エジプト外相によれば、この壁は「国家の安全に対する脅威」から身を守るためのものであるという。壁の建設は度々の中断をはさみながら、完成に近づいている。

#### シャルム・エル・シェイクの壁
Julia Sonnevendによれば、エジプトのリゾート地シャルム・エル・シェイクをテロリスト阻止のために囲っている障壁は、事実上の分離壁である。2019年に建設が始まり、高さ5メートル、総延長40キロメートルのコンクリート製である。

### インド
インドとパキスタンは、かつてのジャンムー・カシュミール藩王国の領域をめぐって争っている。ここには国際的に承認された国境がまだ決まっていないが、現在は軍事的な境界である管理ライン (LoC) が事実上の国境となっている。この線はもともと停戦ラインと呼ばれていたが、1972年7月3日に結ばれたシムラー協定によって再編され、管理ラインとなった。パキスタン側は、旧藩王国領内にギルギット・バルティスタンとアザド・カシミール (AJK) を設置している。管理ラインの最北端は、NJ9842と呼ばれている。現在でも両国間での地域分離は続いており、数多くの村や家族が分断されたままである。
1972年以降、インドとパキスタンの停戦ラインには分離フェンスが設置されていた。2003年以降、インドがここに分離壁を建設し始めた。2013年12月、インドがカシュミールのヒマラヤ地域にまで分離壁を建設する計画であることが明らかとなった。目標とされる総延長は、179キロメートルに及ぶ。

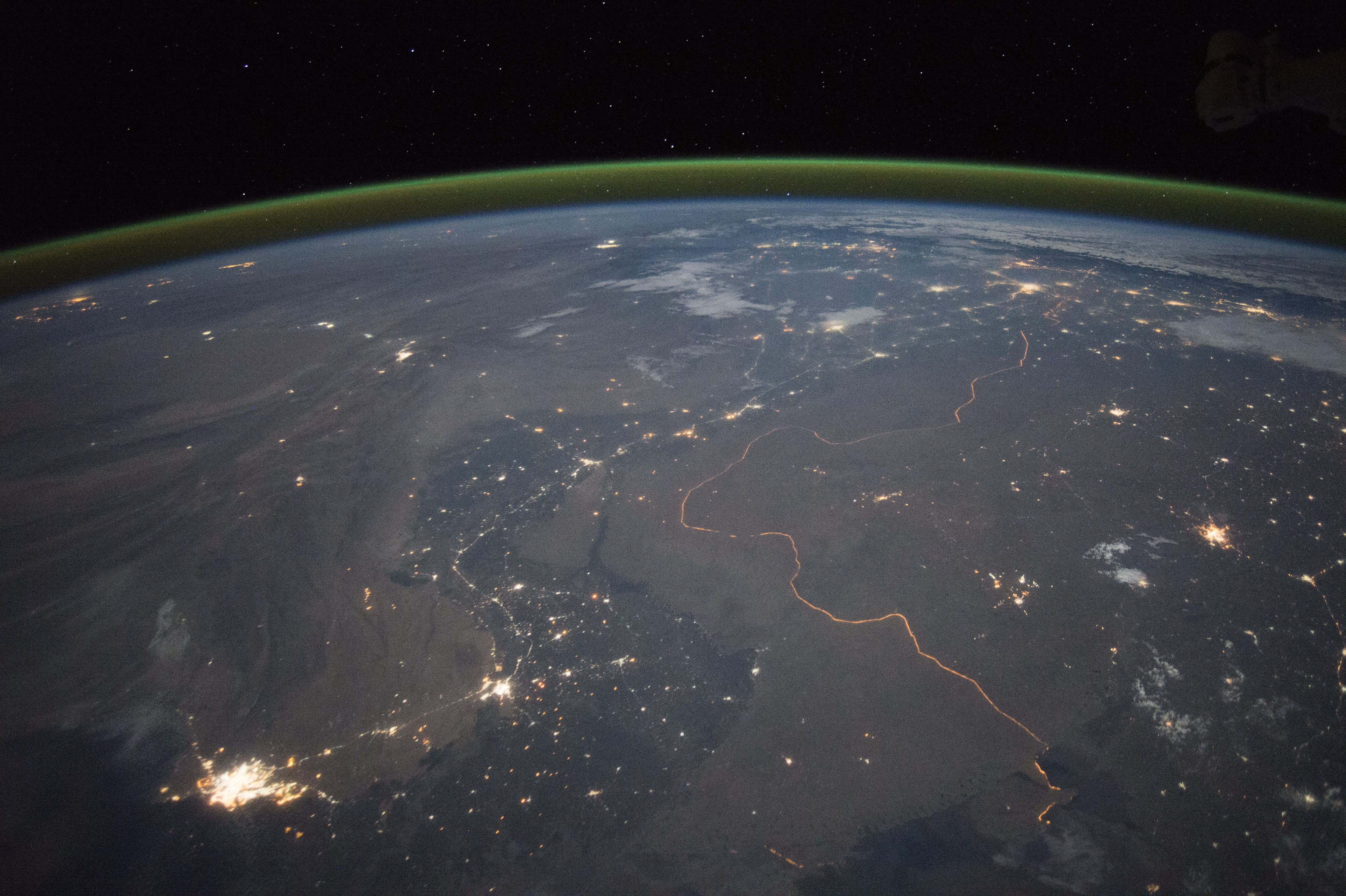
夜間に空撮されたインド・パキスタン国境

インドは他の国境にも、フェンスや壁を建設している。

### イスラエル

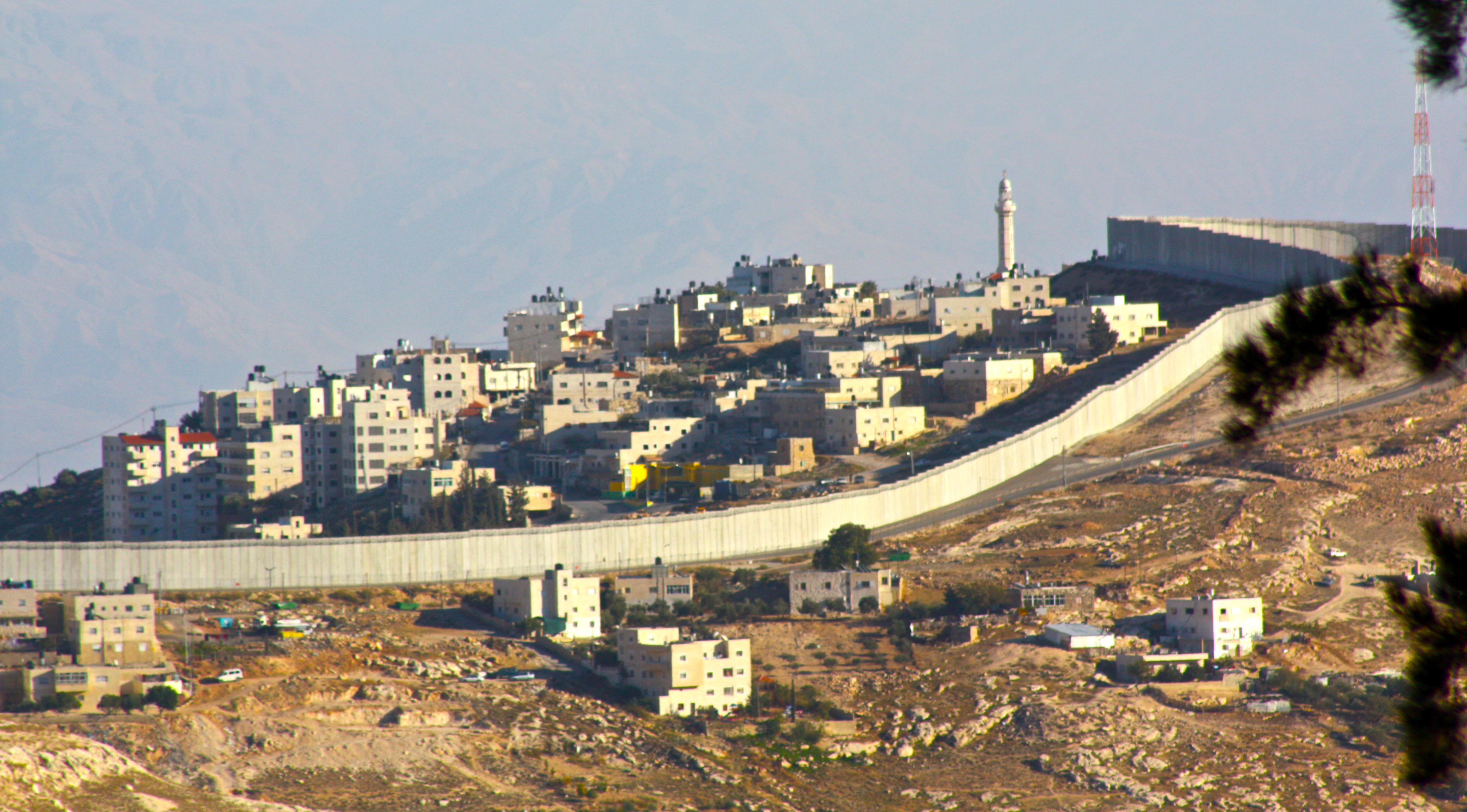
シオンの山付近の分離壁

ベツレヘム付近の分離壁

2002年、イスラエルは占領下のヨルダン川西岸地区に分離壁を建設し始めた。これは第2次インティファーダ以降に急増したパレスチナ人の自爆攻撃などのテロからイスラエル市民を守ることを目的としている。一方で、この分離壁はパレスチナでうわべだけの治安を実現してこの地域を併合し、一方的に国境を作って和平交渉を台無しにする試みだとする反論もある。高い壁と電気柵、門と塹壕によって厳重に防衛された分離壁は、完成すれば総延長700キロメートルにも達することになる。ヨルダン川西岸地区の分離壁は1949年停戦ライン（グリーンライン）よりもパレスチナ側にはみ出しており、国際連合人道問題調整事務所によれば、分離壁が完成すればパレスチナの10パーセントに上る領域が事実上イスラエルに併合されることになる。西岸地区は国際的にはイスラエル領と認められていないが、その領域内へのイスラエル人入植が進んでおり、数百人や数千人が住み着いたユダヤ人入植地を守るように分離壁の建設が進んでいる。
2004年6月、イスラエル最高裁判所は、分離壁の建設そのものは合法であるものの、35,000人のパレスチナ人農家が自分の農地から隔離されてしまう状態を回避するため、建設計画線の変更が必要であるという判決を下した。これに対しイスラエル財務省は、対象地域は係争地であってパレスチナ人の所有する土地ではなく、最終的な解決は政治交渉によってなされるという回答を示した。2004年7月、デン・ハーグの国際司法裁判所は、分離壁は国際法違反であり、イスラエル政府は没収した土地を返還し賠償すべきであるという勧告的意見を出した。しかし一方で、イスラエル政府が当初から主張している通り、分離壁の建設が進むにしたがってアラブ人テロリストの自爆テロが減少してきているのも事実である。
イスラエルは、1949年停戦ラインから分離壁までの領域（東エルサレムを含む）をシームゾーン（継ぎ目地帯）と呼んでいる。2003年、この地域を管理しているイスラエル軍は、イスラエル市民と許可されたパレスチナ人のみがシームゾーンに居住できると宣言した。この地域に土地を持っていない限り、パレスチナ人が許可を取るのは極めて困難となった。分離壁は東エルサレムや数々の集落を西岸地区から分断した。東エルサレム内にも、イスラエル人とアラブ人がそれぞれの区域を分断する障壁を建設している。東エルサレムを含む西岸地区のパレスチナ人は、分離壁に対する抗議活動を続けている。
分離壁によって、西岸地区のパレスチナ人農家はヨルダン川への交通も阻まれている。国際司法裁判所の判決以降、国際的な批判が高まったこともあり、イスラエル政府は分離壁の増強を止め、許可制の通行管理を主軸とするようになった。これは壁に分離された地域の併合を可能にするものだという説もある。イスラエル入植評議会は既にヨルダン川峡谷や死海地域の86パーセントを事実上支配下に置いており、入植者の数は増加し続けている。

### クウェート
クウェートに侵攻したイラク軍が1991年の湾岸戦争で多国籍軍に撃退された後、クウェート・イラク国境にバリケードが建設された。作家のDamon DiMarcoは、これを分離障壁であるとしている。国境には電気柵や蛇腹型鉄条網、広い塹壕と高い犬走りが構築されている。この防衛線は、国境沿いに180キロメートル続いて両国を隔てている。

### レバノン
2016年、アイン・アル＝ヒルウェの難民キャンプに、地元のパレスチナ系レバノン人とシリア難民のパレスチナ人を周辺社会と隔離するために囲む分離壁が建設された。

### マレーシア
ヘリテージ財団のRenee Pirrongは、マレーシア・タイ国境を分離壁であるとしている。この線は密輸や麻薬貿易、違法移民、犯罪、反乱の抑止を目的としている。

### サウジアラビア
2004年、サウジアラビアはイエメンとの国境にサウジ・イエメン国境壁を建設し始めた。これは人間・物品の違法な流出を防ぐためのもので、これを分離壁と呼ぶ者もいる。2004年2月、ガーディアン紙はイエメン側から国境壁をヨルダン川西岸地区の分離壁に例える反発が出ていることを報じた。インデペンデント紙は「アラブ世界でも特に声高にイスラエルの西岸地区における『セキュリティフェンス』を批判しているサウジアラビアは、ひそやかにイスラエルに倣って穴だらけのイエメン国境に障壁を建設している」としている。サウジアラビア政府はこうした比較を否定し、あくまでもサウジアラビアの国境壁は人の侵入と密輸を防ぐためのものだと主張している。
サウジアラビアは、イラクとの国境にも壁を建設している。

### トルコ

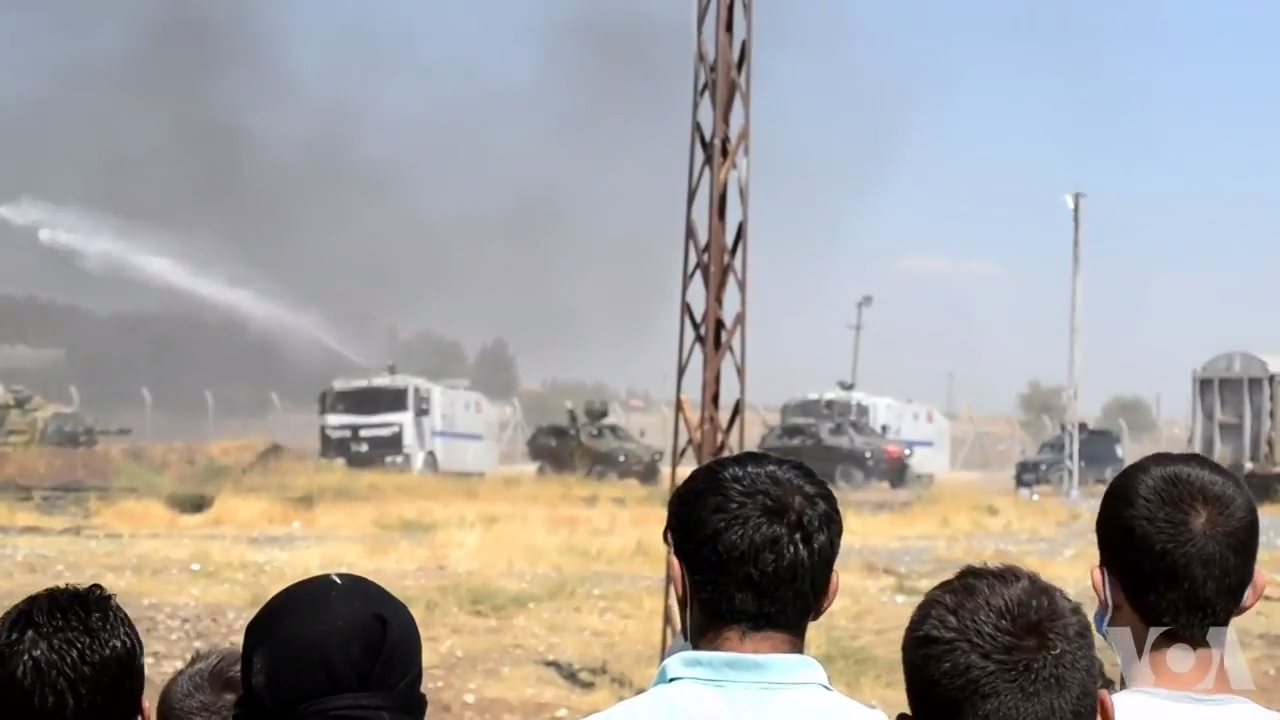
コバニのトルコ・シリア国境フェンス付近で、装甲戦闘車両から放水砲を使ってデモ隊を追い払うトルコ国境警備隊

シリア・トルコ国境壁は、シリアからトルコへの不法入国や密輸を防ぐために、両国間の国境にトルコが建設中の壁やフェンスである。2017年、シリア政府はトルコが分離壁を建設しているとしてこの国境壁を批判した。

### ギリシャ
前述のトルコがシリア国境に壁を作る一方、ギリシャもトルコ側から西アジアからの難民が流入しないよう、2010年代から長さ40kmに及ぶ鉄製の壁を国境沿いに建設を開始。2021年8月に完成した。

### イギリス
イギリスの北アイルランドには、ベルファストやロンドンデリーを中心に、合計21マイルにわたってカトリック地域とプロテスタント地域を隔離する高い壁やフェンスが存在している。この分離壁は1969年にベルファストで両派を分離するために建設が始まった。当時壁の建設の監督をした陸軍少佐は、「これは一時的なものであって……我々は西ヨーロッパに次なるベルリンのような状況を見たくはない……クリスマスまでには無くなるだろう」と述べている。しかしこの分離壁はさらに100か所近くもの場所に増設されながら、2013年時点も存在して機能し続けており、「平和の壁」と呼ばれている。なお、両陣営の合意の下で2023年までの壁の全撤去を目指す動きも進んでいる。

### アメリカ合衆国

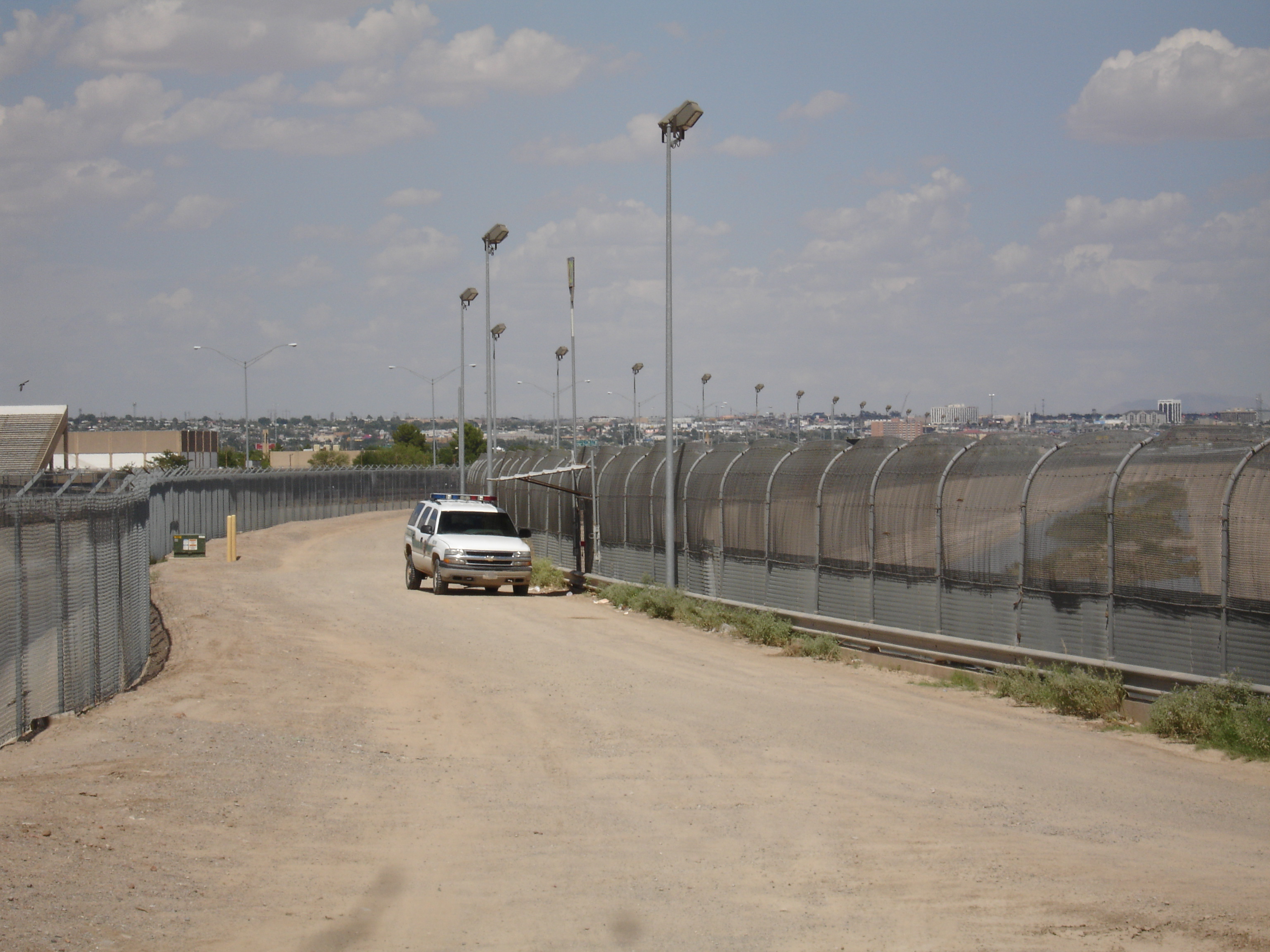
メキシコ・アメリカ国境の障壁。アメリカ国境警備隊がパトロールを行っている。

#### アメリカ・メキシコ国境
アメリカ合衆国政府は自国への不法移民や密輸を防ぐため、メキシコとの国境沿いに3,169キロメートル (1,969 mi)に及ぶ障壁を建設している。2017年に就任したアメリカ大統領ドナルド・トランプは、これをさらに強化した「トランプの壁（トランプ・ウォール）」に置き換えると主張し、実際に一部で古い障壁の改築が進められた。

#### デトロイトの壁
デトロイトには、かつての人種隔離政策に基づいて黒人地域と白人地域を分離する壁が存在した。このデトロイトの壁は現在でも残っているが、分離壁の役割は失われている。

### 西サハラ

年代別に色分けされた、西サハラの分離壁の地図。

西サハラ支配をめぐって独立主義者のポリサリオ戦線と戦ったモロッコは、西サハラを分断するように2,700 km (1,700 mi)に及ぶ砂の壁を建設した。モロッコ領南部諸州と、まばらに人が住んでいるポリサリオ戦線の自由地域の間に、モロッコ軍により地雷原や監視塔が建設され、両地域を分離している。

## かつて存在した分離壁

### ドイツ

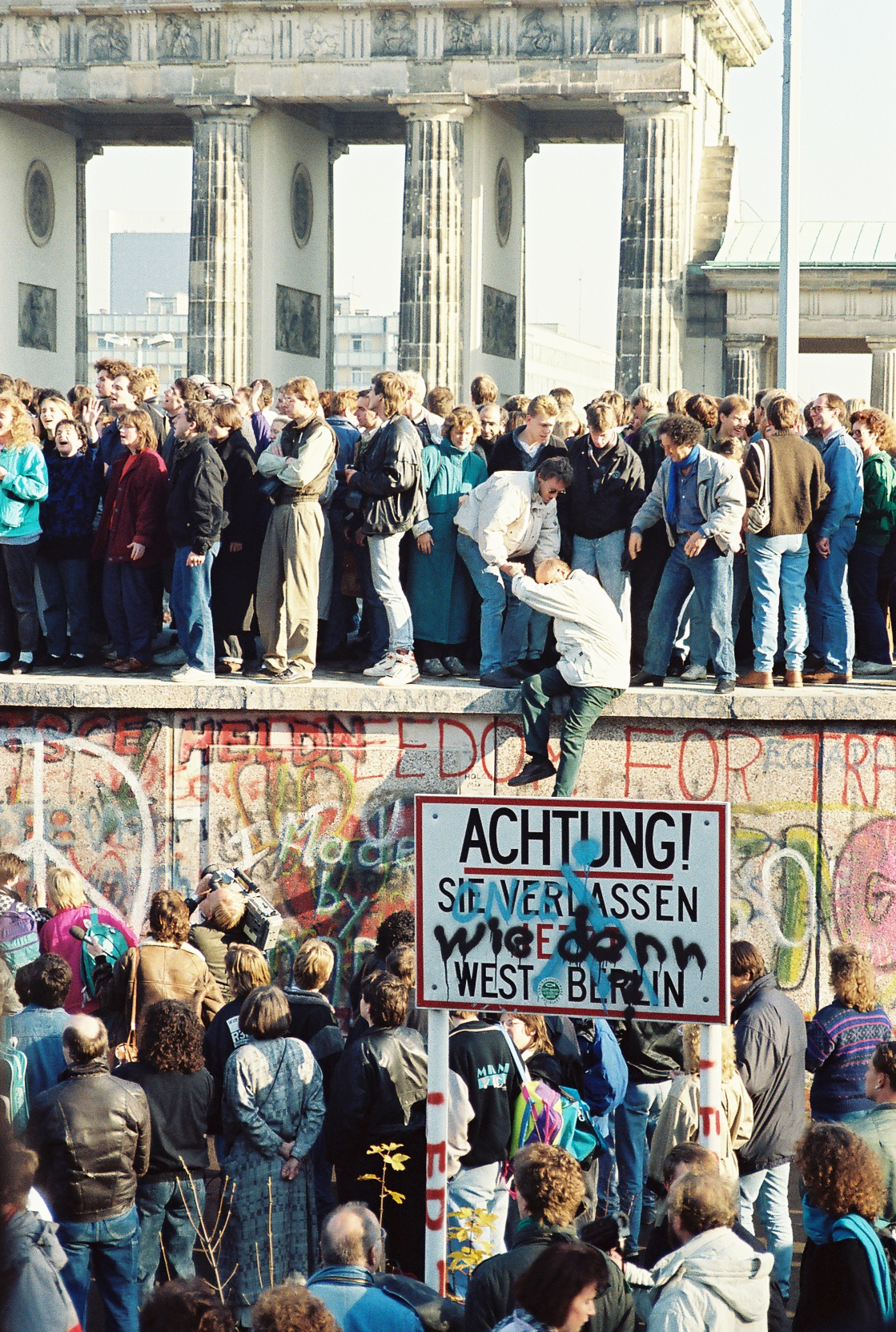
1989年11月のベルリンの壁崩壊時に、ブランデンブルク門付近の壁によじ登った人々。

現在のドイツの首都ベルリンには、市の東西を分断する国境分離壁であるベルリンの壁が存在した。1961年8月13日、東ベルリンを統治するドイツ民主共和国（GDR、東ドイツ）が、ドイツ連邦共和国（西ドイツ）が飛び地として統治していた西ベルリンとの陸上交通を完全に遮断した。この状態が1989年11月の解放まで続いた。公式には、壁の解体は1990年6月13日に始まり、1992年に完了した。ベルリンの壁は巨大な2層のコンクリート壁と監視塔からなり、壁の間には対車両塹壕や「釘のベッド」などの防衛設備が施された「死の地帯」と呼ばれる無人地帯が形成されていた。東側諸国は、この壁は共産主義国家建設を目指す東ドイツの「人民の意志」に対するファシスト分子の陰謀から東側諸国の人民を守るためのものだと主張した。実際には、ベルリンの壁は第二次世界大戦後の冷戦期の東ドイツなど東側諸国からの人々の脱出を防ぐための壁として機能していた。
東ドイツ政府によるベルリンの壁の正式名称は「反ファシスト防壁」 (ドイツ語: Antifaschistischer Schutzwall) といった。ここでいう「ファシスト」とは、NATO諸国、特に西ドイツを指していた。対する西ベルリン当局は、ヴィリー・ブラントをはじめとして度々この壁を「恥の壁」と呼び、居住移転の自由の侵害であるとして非難した。ベルリンの壁やより長い東西ドイツ国境であるドイツ国内国境線 (IGB) は、冷戦期の西ヨーロッパと東側諸国を分断する鉄のカーテンの象徴となった。
壁が建設される前に、350万人の東ドイツ人が移動制限をかいくぐって西ドイツに脱出した。その多くは、東ベルリンから西ベルリンに入るルートをとった。西ベルリンは東ドイツに囲まれているが、空路で西ドイツや西ヨーロッパのどこへでも行くことができたからである。ベルリンの壁は、こうした交通を1961年から1989年の間ほぼ完全に封じ込めた。この間に5000人が壁越えを試み、ベルリン周辺で136人から200人以上が殺害された。
1989年、東側諸国で急激な政治変革の連鎖が起きた。ソ連のグラスノスチなどの自由化政策の結果、ドイツ近隣のポーランドやハンガリーでも親ソ連の権威主義体制が崩れていった。東ドイツでも人々の不満が高まり数週間にわたり不穏な空気がただよった末、東ドイツ政府は1989年11月9日に、全東ドイツ市民が西ドイツや西ベルリンを訪れることができるようになると宣言した。東ドイツの群衆がベルリンの壁に押し寄せてよじ登り始めると、西ドイツ側からも彼らを祝福する人々が呼応した。それから数週間の間に、興奮した人々や記念品ハンターが壁の一部を削り取った。その後、東西ドイツ政府は重機を用いて壁を解体した。ただ一般に知られているのと異なり、実際に壁の解体が本格化したのは1990年夏のことで、1992年になってようやく解体が完了した。ベルリンの壁崩壊は、1990年10月3日に成立したドイツ再統一につながることになった。

## 主な分離壁の地図
建設中のものを含む。歴史上の現存しないものは除く。